# Ein Leben in Worten

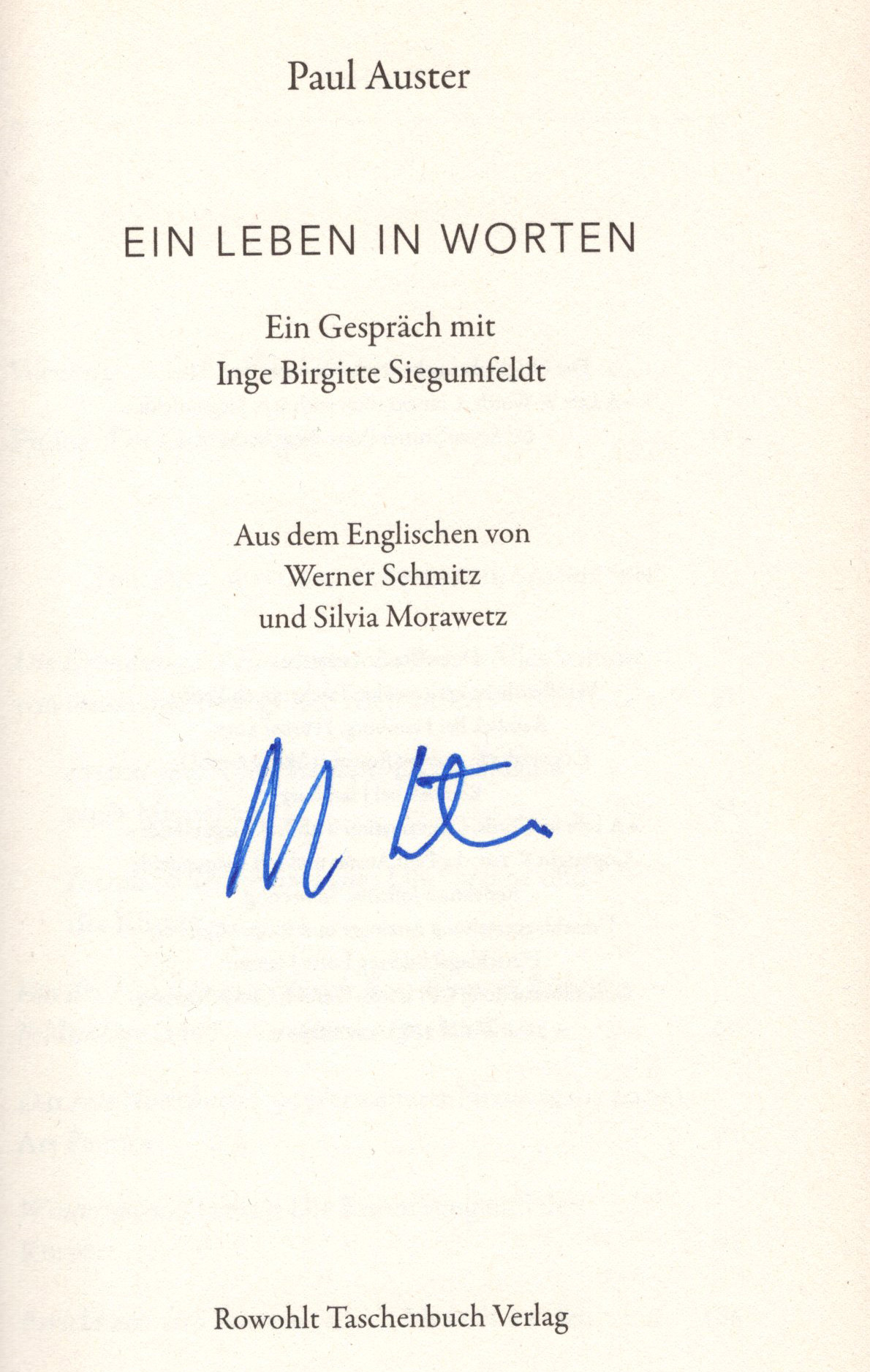
Von Paul Auster signierte Buchseite in der Interview-Sammlung Ein Leben in Worten (2017)

Ein Leben in Worten ist ein Buch von Paul Auster aus dem Jahr 2017, das „Ein Gespräch mit Inge Birgitte Siegumfeldt“ (so der Untertitel) umfasst. Siegumfeldt ist Professorin für zeitgenössische Literatur und Literaturtheorie an der Universität Kopenhagen. Der Originaltitel ist A Life in Words. Conversation with I.B. Siegumfeldt und erschien bei Seven Stories Press in New York City 2017. Die Übersetzung auf Deutsch übernahm der Übersetzer zahlreicher anderer Bücher von Auster, Werner Schmitz, zusammen mit Silvia Morawetz. Die dokumentierten Gespräche fanden zwischen 2011 und 2013 statt und umfassen auch Winter Journal und Bericht aus dem Inneren, die zu der Zeit als Manuskript vorlagen.
Im Buch sprechen Siegumfeldt und Auster über dessen Bücher, in Teil eins über die autobiografischen Werke, in Teil zwei über seine bis dahin 16 Romane (nicht über den parallel erschienenen Roman 4 3 2 1 sowie die Detektivgeschichte Squeeze Play, die unter dem Pseudonym Paul Benjamin erschien). Die Bücher werden in den beiden Teilen jeweils in der Reihenfolge ihres Erscheinens besprochen. Zu den Romanen werden wiederkehrend Hinweise gegeben zu autobiografischen Bezügen darin.

## Kritik
Burkhard Müller urteilt in der Süddeutschen Zeitung:  „Es kommt wenig Überraschendes dabei heraus; zum einen, weil Siegumfeldt sich allzu sehr für ihren Autor begeistert, zum anderen, weil auch Auster stark philologisch veranlagt ist (und zu höflich).“ „Das Beste sind die Zitate aus Austers Büchern, die nicht nur die Interviewerin, sondern auch der Autor stets parat hat.“
Sascha Weiler hebt auf literaturkritik.de hervor, dass „neue Deutungsmöglichkeiten zu entdecken“ sind, jedoch eher im ersten Teil, der die autobiografischen Schriften behandelt als über die Romane, wo Weiler kritisiert, dass Leser ohne umfassende Textkenntnis der einzelnen Bücher nur wenig Nutzen aus dem Gespräch ziehen. „Trotzdem ist allein die Tatsache, dass dieses Buch veröffentlicht wurde, ein erheblicher Grund zur Freude“.

## Zitate
„Unfälle können die Gesundheit, das Wohlbefinden, sogar die Geisteskräfte unwiderruflich zerstören. Irgendeine zufällige Bewegung, der Bruchteil einer Sekunde – und man ist tot. Das beschäftigt mich sehr.“

## Ausgaben
A Life in Words. In Conversation with I.B.Siegumfeldt. Seven Stories Press, New York, London 2017 (304 Seiten), ISBN 978-1-609-80710-8
- Übersetzung: Ein Leben in Worten. Ein Gespräch mit Inge Birgitte Siegumfeldt. Deutsch von Werner Schmitz und Silvia Morawetz. Rowohlt, Reinbek 2017 (414 Seiten), ISBN 978-3-499-27261-5.